# فيكرز أف.بي.16
فيكرز أف.بي.16 (فيكرز F. B. 16) طائرة مقاتلة بريطانية بمقعد من جيل الحرب العالمية الأولى. وصممت في الأصل لتعمل بمحرك شعاعي تجريبي والذي تم التخلي عنه.وقد اثبتت قدرات عالية عندما استبدلت محركاتها بمحركات مبردة بالماء من طراز  V-8. مع هذا، لم ينتج سوى عدد قليل من النماذج ولم تدخل الخدمة.

## المواصفات
البيانات من War Planes of the First World War:Volume Three Fighters
الخصائص العامة
- طاقم: one
- طول: 19 قدم 6 بوصة (5.94 م)
- باع الجناح العلوي: 25 قدم (7.6 م)
- باع جناح سفلي: 22 قدم 4 بوصة (6.81 م)
- ارتفاع: 8 قدم 9 بوصة (2.67 م)
- مساحة الجناح: 207 قدم2 (19.2 م2)
- الوزن فارغة: 1,376 رطل (624 كـغ)
- الوزن الإجمالي: 1,875 رطل (850 كـغ)
- محركات: 1 × Hispano-Suiza 8 water-cooled V-8 engine, 200 حصان (150 كـو)

أداء
- السرعة القصوى: 135 ميل/س (217 كم/س؛ 117 عقدة) at 10,000 ft (3,050 m)
- قدرة التحمل: 2¼ hours
- سقف الخدمة: 18,500 قدم (5,639 م)
- Time to altitude: 

  - 10 min 25 sec to 10,000 ft (3,050 m)
  - 20 min 45 sec to 15,000 ft (4,670 m)

تسليح

- مدفع رشاش: 2× .303 British (7.7 mm) سلاح لويسs (one firing through propeller shaft, one above upper wing)